# 熊川哲也
熊川 哲也（くまかわ てつや、1972年3月5日 - ）は、日本の北海道旭川市出身のバレエダンサー・振付家・演出家である。英国ロイヤル・バレエ団の元プリンシパル。1999年Kバレエカンパニー(現 K-BALLET TOKYO)を創立し、芸術監督を務める。2003年よりKバレエスクール主宰。2012年よりBunkamura オーチャードホール芸術監督。独身。

## 略歴
北海道旭川市出身。10歳でバレエを始める。
1986年（昭和61年）、14歳のときに参加した札幌の講習会で、世界的名バレエ教師のハンス・マイスターにその才能を認められ、翌1987年（昭和62年）9月英国ロイヤルバレエ学校アッパークラスに留学。在学中の1988年（昭和63年）、ソ連レニングラード・ワガノワバレエ学校創立250年祭に英国代表として出演、日本人で初めてマリインスキー劇場で踊る。翌年には、第17回ローザンヌ国際バレエコンクールに出場、日本人初のゴールドメダルを受賞し、世界中から脚光を浴びる。同年、パリでヨーロピアン・ヤングダンサーズ・オブ・ザ・イヤーに英国代表として出場、金賞を受賞。
1989年（平成元年）2月、英国ロイヤル・バレエ団に東洋人として初めて入団し、同年7月にバレエ団最年少（17歳）でソリストに昇進。12月にはケネス・マクミランの新作『パゴダの王子』の道化役に抜擢される。1991年、マクミラン振付『ダンセズ・コンチェルタンセス』で初主演、ファースト・ソリストに昇格、第4回グローバル賞受賞。1992年、フレデリック・アシュトン振付『ラ・フィーユ・マル・ガルデ』で全幕主演デビュー。怪我したダンサーの代役でわずか4日で振りを覚え『ラ・バヤデール』のソロルを踊り成功を収める。1993年（平成5年）5月にプリンシパルに昇格。天性の体のバネを生かした、滞空時間の長い跳躍と切れ味鋭い回転が持ち味で、ミハイル・バリシニコフ版『ドン・キホーテ』のバジルは各方面で絶賛される。英国チャールズ皇太子（のちのチャールズ3世）主催『チャイコフスキー没後100年記念ガラ・コンサート』出演。1995年、トワイラ・サープ振付『ミスター・ワードリー・ワイズ』マスター・ブリング・ザ・バッグを初演。
1996年には、「ローザンヌ国際バレエコンクール」審査員を務める。ロイヤル・バレエ団の男性プリンシパル4人とともに、初のセルフプロデュース公演「メイド・イン・ロンドン」を日本で行い成功させる。1997年、ボリショイ・バレエ日本公演『ジゼル』に主役アルブレヒトで客演。新国立劇場開場記念公演『眠れる森の美女』で主役デジレ王子を踊る。1998年、渋谷BunkamuraオーチャードホールでのドンボスコチャリティーステージVol.3『男五人の華麗な企み』出演。英国ロイヤル・バレエ団には約10年間在籍し、世界各国の舞台で踊る。1998年（平成10年）に退団。
その後99年1月に熊川は、自らKバレエカンパニー(現在のK-BALLET TOKYO)を創立。日本で唯一の株式会社が運営するバレエカンパニーとなる。民放のテレビ局、TBSテレビをビジネスパートナーとして提携し、旗揚げ公演『IndepenDANCE JAPAN TOUR 99 SPRING』を開催。以降、毎年全国ツアー定期開催が始まる。イタリア・スポレート・フェスティバルに招かれる。Bunkamuraオーチャードホール10周年ガラに出演、ローラン・プティ振付『ボレロ』を踊る。東急ジルベスター・コンサートでも同作品を踊る。2000年、イングリッシュ・ナショナル・バレエ団50周年公演『くるみ割り人形』に客演（ロンドン）。2001年、イングリッシュ・ナショナル・バレエ団『白鳥の湖』日本公演に客演。英国ロイヤル・バレエ団に招かれ『サー・アンソニー・ダウエル退任記念ガラ』に出演。ロリン・マゼール指揮『スーパー・ワールド・オーケストラ2001』にゲスト出演。この年、Kバレエカンパニーとして初の古典全幕作品『ジゼル』（演出・再振付：熊川哲也）を初演。以来国内外で活動を続ける傍ら同カンパニーの芸術監督としてプロデュース・演出・振付なども手がけ、現在は年に二度の全国ツアーを中心に、年間約10万人の観客を動員し公演を行っている。2003年、英国ロイヤル・バレエ『ルドルフ・ヌレエフ・トリビュート』にゲスト出演。2004年、Kバレエカンパニー初の海外公演、ニューヨークのリンカーン・センター・フェスティバル『アシュトン記念公演』に日本のバレエ団として初めて招かれ、メトロポリタン歌劇場でアシュトン振付『ラプソディ』を披露し、高い評価を受ける。2009年、アシュトン振付『バレエ　ピーターラビット™️と仲間たち』日本初演。2013年、「ローザンヌ国際バレエコンクール」審査員を務める。同年、紫綬褒章受章。2014年、『カルメン』（演出・振付：熊川哲也）初演。同公演に天皇・皇后の行幸啓を受ける。2017年、完全オリジナルの全幕作品『クレオパトラ』を発表し、大きな話題を呼び国内外より高い評価を受ける。2018年、『クレオパトラ』の演出・振付に至る長年の功績が評価され、毎日芸術賞特別賞を受賞。
主な上演作品には「ドン・キホーテ」「白鳥の湖」「ロミオとジュリエット」「海賊」「シンデレラ」「くるみ割り人形」など熊川版古典作品や新作の振付を精力的に発表している。その他、フレデリック・アシュトン、ケネス・マクミラン、ジョージ・バランシン、ローラン・プティなどの世界的振付家や、若手振付家による作品の上演も行っている。マヤ・プリセツカヤ、シルヴィ・ギエム、ダーシー・バッセル、ヴィヴィアナ・デュランテなど、世界的なバレエダンサーとの共演も多い。
2007年（平成19年）5月15日に札幌市で行われた『海賊』の公演中、ジャンプの着地の際に右ひざをひねり公演途中で舞台を降板した。翌日、都内病院で右膝前十字靭帯損傷と診断され、約20年間のバレエキャリアで初めて代役を立てる事態となったが、翌年3月の新作『ベートーヴェン 第九』で復帰を果たす。
2011年（平成23年）6月30日に、2012年からBunkamura オーチャードホールの初代芸術監督に就任。就任記念作品として『シンデレラ』を初演。
2003年、Kバレエカンパニーの附属バレエスクールとして、Kバレエスクールを設立。小石川、恵比寿、吉祥寺、横浜、福岡、大宮で開校。特に小石川校ではプロダンサーを目指す子ども達を対象にするため、オーディション制としている。2013年、Kバレエスクール創立10周年を記念し、次世代のダンサーにプロフェッショナルな舞台経験を提供すべくKバレエユースを設立し、定期的に全幕公演を開催。2015年には、日本におけるバレエ教育や人材育成に大きな功績を残したと評価され「第24回モンブラン国際文化賞」受賞した。またそれぞれのスタジオでは、大人のためのバレエスタジオ「バレエゲート」を併設している。
2023年1月30日から2月4日にかけて開催された「ローザンヌ国際バレエコンクール」審査員を務める。
2023年2月、東京観光大使就任。7月、バレエ芸術文化の振興を目的とした一般財団法人熊川財団を創立。
2023年9月　K-BALLET COMPANYの名称をK-BALLET TOKYOに。

## 演出・振付作品の特徴
- バレエ団設立当初より、多くの古典バレエ作品の改訂でその演出・振付の才能を発揮。クラシック・バレエの伝統と形式を最大限に尊重しながらも、現代の観客に合うスピーディーな展開と、物語や登場人物の心理を明確に伝える演出が持ち味。舞台技術は最新のテクノロジーに頼ることなく、伝統的な技法を用いつつ、これまで誰も見たことのない異次元の世界へと観客を誘うことを信条としている。「100年前でも100年後でも、クラシックとして成立する作品を残したい。デジタル的な先端技術を使うことはせず、先人が築いたものを裏切らない作品を作っていきたい。そこはアーティストとして譲れないですね」[18]とポリシーを語っている。
- 近年は『カルメン』『クレオパトラ』などオリジナルのバレエ作品の創作に意欲的に取り組む。特に2017年初演『クレオパトラ』では台本・音楽・振付、すべてにおいてベースが存在しないところから全幕を創作。大規模な初演興行を成功させるという日本では行われてこなかった偉業を成し遂げた。
- 美術・衣裳にも一貫したこだわりをもっており、これまで英国美術界を代表するヨランダ・ソナベンド、METなどで活躍するダニエル・オストリングらを起用している。

## 人物
- 『Kバレエカンパニー』では、古典の全幕作品に次々と取り組み、再振付から音楽・衣装・装置・宣伝・舞台映像の編集、更に民放のテレビ局をパートナーに興行を行う経営に至るまで、全て自らのポリシーを貫いている[19]。
- 次世代の才能ある芸術家をひとりでも多く見いださなければという強い思いで、バレエスクールを開校。若き才能の育成に取り組み、自ら指導にもあたるほか、創設・芸術監督を務めるKバレエカンパニーでは積極的に才能ある若いダンサーの起用を行う等、後進の育成にも力を注いでいる。また、バレエ経験のない大人から上級者まで通えるバレエスタジオの運営にも力を入れる事業家でもあり、子どもから大人まで幅広い支持を集めている。
- バレエの偉人や作曲家に関する古書などのコレクションを収集。書店街での収集の過程では偉大な歴史の片鱗に遭遇する事もあると語っている。ベートーヴェン「第九」の1826年初刷りの楽譜、チャイコフスキーの自筆譜など世界的にも希少価値が高い資料を所蔵。その理由として、「芸術家が生きた時代につくられたものに触れるだけで、先人の存在が現実となり、ごく身近に感じることができるから」と語っている。
- 無類の車好きとしても知られる。特にスポーツカー、スーパーカーに造詣が深く、フェラーリ・F40、フェラーリ・F50などの所有遍歴を持つ。「何かに憧れるという気持ちを忘れないでいるため」「フェラーリもバレエも生活に必要なものではない。本当に好きな人だけのもの。でも誰かの一生の宝物になりえるもの」[20]とその美学を語っている。バッキンガム宮殿の側を駆け抜ける時、ドライブシャフトが壊れて壁に突っ込んだこともある[21]。
- 「とことん突き詰める性格」と自認する。筋肉痛や神経痛でも深刻な怪我や病気を疑い、身体や解剖学と向き合っている。
- 地元・北海道を愛している。渡英期間中は、年に1回帰郷して畑仕事で汗を流していた。カンパニー創設後も「環境が変化し本来の自分を失いかけた」ときなどに愛車で故郷に戻り、幼馴染と言葉と交わしたり自然に触れて、安らぎの時間を楽しんでいる。
- 2023年2月、東京都の東京観光大使に任命された[22]。

## 逸話・エピソード
- ロイヤル・バレエ学校留学時は15歳で、通常はホワイト・ロッジ（15歳までのロウアー・スクール）で学ぶ年齢だが、技術が秀でているということで、アッパー・クラスのしかも17歳クラスへ転入。入学後はやんちゃな一面を発揮し、退学勧告が実家に送られるほど素行の悪さが目立った存在でもあったが、能力の高さから留学2年目にはスカラーシップを受けている[23]。
- 1988年5月、レニングラード（現サンクトペテルブルク）で行われたワガノワ・バレエ学校創立250年祭で、ロイヤル・バレエ学校代表の1人として出演者に選抜され、マクミラン振付の『四季』を踊り、日本人として初めてマリインスキー劇場に立った。この時の出演者には後にロイヤル・バレエ団『ラ・バヤデール』で共演するアルティナイ・アスィルムラートワ、ファルフ・ルジマートフらがいた[23]。
- 学生時代は、ABTなどに入れればと漠然と思っていたというが、ローザンヌ国際バレエ・コンクール出場の1週間前に、おそらくコンクールに出ると他のバレエ団よりスカウトされると危ぶんだ芸術監督アンソニー・ダウエルより入団のオファーがあった（当時16歳）。当時ロイヤルに東洋人入団のケースはなく、バレエ界の常識としては異例の申し出であるが、即決はせず数日後に返事をした[23]。
- 1989年に出場し、最高位のゴールドメダルを受賞したローザンヌ国際バレエ・コンクール、実はこのとき熊川は体調は万全でなかったというが、他の追随を許さない圧巻の演技に、ヨーロッパ予選時ならびに1月28日に行われた東京本選準決勝では観客席から禁止されていた拍手が沸き起こった。受賞後のインタビューでは「ゴールドメダルは“とれる”とは思っていなかったけど、“とろう”と思っていた」と語っている[23]。この時の参加者にはアダム・クーパー、イーサン・スティーフィル、ダリア・クリメントヴァ、岩田守弘などその後主要なバレエ団のトップを務める者が大勢いた。また熊川が受賞したゴールド・メダル（最優秀特別賞）は2018年現在46年目を迎えるコンクールで13名しか該当者がでていない。
- 入団直後の1989年6月、ヨーロピアン・ヤングダンサーズ・オブ・ザ・イヤー（ユーロビジョン・ヤング・ダンサーズ）に英国代表として出場し、クラシック部門金賞を受賞したが、この時の審査員長はローラン・プティ、審査員にはジョン・ノイマイヤー、エカテリーナ・マクシーモワ、ウラジーミル・ワシーリエフなどそうそうたるメンバー。この時の女性の金賞（コンテンポラリー部門として）はパリ・オペラ座バレエ団エトワールのアニエス・ルテステュ。本コンクールはヨーロッパおよび北アフリカの主要メディアが加盟する欧州放送連合が主催しており89年は17か国から代表が参加、コンクールの様子はヨーロッパ全土で放映され、熊川の名が世界に認知される大きなきっかけとなった。
- ロイヤル・バレエ団でのデビューは1989年6月。ブリストル公演の数日前に突然代役で出演してくれと言われ、2日間だけで振付を覚えて初舞台に挑んだ[23]。
- その2週間後には『ロミオとジュリエット』のマンダリン・ダンスのソロに抜擢。カンパニー・デビューからわずか2週間でソロを踊るのはロイヤル・バレエ団でも例外的なことだったといえる。
- 1989年9月、ロイヤル・バレエ団史上最年少の17歳でソリストに昇進した際、当時の芸術監督ダウエルからは、当初「コリフェ（ファースト・アーティストの当時の名称）への昇進」と告げられたという。そこで「どうせソロを踊るのだからソリストにしてください」と異例の直談判をし、その場でソリストへの昇進が決定した[23]。
- 1992年8月3日、ロイヤル・バレエ団の「ラ・バヤデール」のソロル役は当初、エロール・ピックフォードが踊る予定だった。ピックフォードの怪我のため、本番4日前に突然熊川に出演がオファーされ、アンダースタディにも配されていなかったにもかかわらず4日間で全幕を準備した。客席にはお忍びでエリザベス2世女王とマーガレット王女が臨席するという特別な状況のなか、ヴィヴィアナ・デュランテを相手に完璧な舞台を見せた[23]。
- プリンシパル昇進は1993年5月のバリシニコフ版『ドン・キホーテ』を踊った翌日。ダウエルより「今日からプリンシパルだ（次シーズンからではなく）」と告げられた。入団から4年2か月、21歳と2か月という異例の早さでの昇進[24]。
- ロイヤル・バレエ団からの電撃退団はバレエ界を震撼させ、英国でも「ロイヤル・バレエ団の大きな損失」[25]として主要各紙で報道された。しかしこれは決して突発的な決断でなく、これからのキャリア、改修や変革期にあったロイヤル・バレエ団の環境など総合的なことを熟考して覚悟を決めたことだという[24]。事実、「いずれ日本に帰りたい。まだ十分若いうちに」[26]（1990年）、「日本のバレエ界を大きくするため、何とかしたいと思っている」[27]（1992年）と、ロイヤル・バレエ団入団直後の10代の頃よりそのビジョンを多くの取材で語っていた。
- 「テディ」というニックネームはロイヤル・バレエ学校に留学してすぐについた。イギリス人には「テツヤ」という発音が難しく、「Tで始まる名前だからTeddyがいいのでは？それに熊は英語でベアだから、テディ・ベアにも通じる」と友人が発案した。一時期は新聞でも“テディ・クマカワ”と記載されることがあるほど英国では浸透している[24]。

## 受賞
- 1989年 ローザンヌ国際バレエコンクール 金賞、高円宮賞
- 1989年 ユーロビジョン・ヤング・ダンサーズ クラシック賞
- 1998年 第22回日本アカデミー賞 主演男優賞（『F』）[28]
- 2001年 第27回橘秋子賞特別賞
- 2003年 第3回朝日舞台芸術賞 舞台芸術賞（『白鳥の湖』）
- 2005年 第5回朝日舞台芸術賞 舞台芸術賞（『ドン・キホーテ』『くるみ割り人形』、Kバレエカンパニーとして受賞）
- 2005年 芸術選奨文部科学大臣賞
- 2013年 紫綬褒章
- 2015年 第24回モンブラン国際文化賞
- 2018年 第59回毎日芸術賞特別賞

## 主なレパートリー・振付作品

### 主演作品
- ドン・キホーテ（バリシニコフ版：バジル）
- 白鳥の湖（ダウエル版：パ・ド・トロワ、チャルダッシュ、ナポリの踊り）
- 眠れる森の美女（ダウエル版：青い鳥のパ・ド・ドゥ）
- くるみ割り人形（ライト版：王子、中国の踊り）
- ラ・バヤデール（マカロワ版：ソロル、ブロンズアイドル）
- ジゼル（ライト版：ペザントのパ・ド・ドゥ）
- ロメオとジュリエット（ケネス・マクミラン振付、マキューシオ）
- シンデレラ（フレデリック・アシュトン振付、王子、道化）
- パゴダの王子（ケネス・マクミラン振付、道化）＊初演キャスト
- マノン（ケネス・マクミラン振付、ベガー・チーフ）
- 三人姉妹（ケネス・マクミラン振付、主役）
- サイド・ショウ（ケネス・マクミラン振付）
- エリート・シンコペーション（ケネス・マクミラン振付、フライデーナイト）
- マイヤリング（ケネス・マクミラン振付、ブラットフィッシュ、ハンガリアン・オフィサー）
- ダンセズ・コンチェルタンテス（ケネス・マクミラン振付）
- 真夏の夜の夢（フレデリック・アシュトン振付、パック、オベロン）
- バレエの情景（フレデリック・アシュトン振付、主役）
- ラプソディ（フレデリック・アシュトン振付、主役）
- ラ・フィーユ・マルガルデ（フレデリック・アシュトン振付、コーラス）
- レ・パティヌール　スケートをする人々（振付：フレデリック・アシュトン、ブルーボーイ）
- シンフォニック・ヴァリエーションズ（フレデリック・アシュトン振付）
- ラ・フィーユ・マルガルデ（フレデリック・アシュトン振付、コーラス）
- ビアトリクス・ポター物語（フレデリック・アシュトン振付、ジェレミー・フィッシャー）
- 誕生日の贈り物（フレデリック・アシュトン振付）
- ペトルーシュカ（ミハイル・フォーキン振付、タイトルロール）
- 放蕩息子（ジョージ・バランシン振付、タイトルロール）
- シンフォニー・イン・C（ジョージ・バランシン振付、第3楽章）
- フー・ケアーズ？（ジョージ・バランシン振付、主役）
- アゴン（ジョージ・バランシン振付）
- 若者と死（ローラン・プティ振付、若者）
- ボレロ（ローラン・プティ振付）＊熊川のために振付
- カルメン（ローラン・プティ振付、ドン・ホセ）
- アルルの女（ローラン・プティ振付、フレデリ）
- プッシュ・カムズ・トゥ・ショヴ（トワイラ・サープ振付、主役）
- ミスター・ワールドリー・ワイズ（トワイラ・サープ振付、マスター・ブリング・ザ・バッグ）＊初演キャスト
- イン・ザ・ミドル、サムホワット・エレヴェイテッド（ウィリアム・フォーサイス振付）
- ヘルマン・シュメルマン（ウィリアム・フォーサイス振付）
- ファーステクスト（ウィリアム・フォーサイス振付）
- ステップテクスト（ウィリアム・フォーサイス振付）
- エボニー・コンチェルト（アシュレイ・ペイジ振付）
- 薔薇の精（ミハイル・フォーキン振付）
- ライモンダ第3幕（ヌレエフ版：ジャン・ド・ブリエンヌ）
- パキータ（マリウス・プティパ振付、主役）

### 再演出・振付・主演　古典作品
- ジゼル（再振付：熊川哲也、アルブレヒト）
- 海賊（振付：熊川哲也、アリ）
- ロミオとジュリエット（振付：熊川哲也、ロミオ）
- シンデレラ（振付：熊川哲也）
- 眠れる森の美女（再振付：熊川哲也、王子）
- 白鳥の湖（再振付：熊川哲也、王子）
- コッペリア（再振付：熊川哲也、フランツ）
- ドン・キホーテ（再振付：熊川哲也、バジル、エスパーダ）
- くるみ割り人形（振付：熊川哲也、くるみ割り人形／王子）
- ラ・バヤデール（再振付：熊川哲也、ソロル）

### オリジナル振付 小作品
- ウォルフガング（振付：熊川哲也）
- パッシング・ヴォイス（振付：熊川哲也、主役）
- ソリチュード（振付：熊川哲也）
- Fruits de la passion　パッションフルーツ（振付：熊川哲也、渡辺レイ、主演）

### オリジナル振付 グランドバレエ作品
- ベートーヴェン第九（振付：熊川哲也、第4楽章主役）
- カルメン（熊川哲也振付、ドン・ホセ）
- クレオパトラ（振付：熊川哲也）＊完全オリジナル作品
- カルミナ・ブラーナ (構成・演出・振付：熊川哲也)
- マダム・バタフライ（振付：熊川哲也）
- クラリモンド　〜死霊の恋〜（振付：熊川哲也）

## メディア出演
ラジオ
- 熊川哲也のバレエ音楽スタジオ（2011年4月-、NHK-FM放送）

(NHK広島放送局ではぶち☆なまを放送されるため聴くことが出来ない。)
CM
- ネスレ ネスカフェ ゴールドブレンド（1997年）
- トヨタ自動車 トビラを開けよう 第4弾（2006年）
- オンワード樫山 AIR JACKET (2010年)

映画
- 「F (エフ)」(1998年、監督：金子修介 - 古瀬郁矢役)
- 「およう」（2002年、監督：関本郁夫 - 竹久夢二 役)

松竹系でそれぞれ主演を勤めた。
ドラマ
・GOOD LUCK!!(2003年、第5話、本人役)
書籍
- 『プリンシパルへの道 - 熊川哲也の青春』（1997年、新書館）
- 『クリスタリン』（1997年、筑摩書房、写真集）
- 『ONE DAY』（1998年、角川書店、写真集）
- 『Made in LONDON』（1998年、文藝春秋）
- 『ドメイン』（2000年、集英社）
- 『バレエが選んだ男』（2003年、新書館、写真集）
- 『KUMAKAWA 1999〜2009 K-BALLET COMPANY 熊川哲也＆K-BALLET10周年記念写真集』（2009年、TBS）
- 『完璧という領域』（2019年、講談社）

DVD
- ジゼル（2000年）
- カルメン（2001年）
- Being a Dancer（2001年）
- 白鳥の湖（2003年）
- コッペリア（2004年）
- ドン・キホーテ（2005年）
- ラプソディ（2005年）
- くるみ割り人形（2006年）
- 若者と死（2007年）
- Dancer（2008年）
- ロミオとジュリエット（2010年）
- 海賊（2010年）
- 情熱大陸×熊川哲也　プレミアム・エディション（2011年）
- THE BEST OF KUMAKAWA（2012年）
- シンデレラ（2012年）
- カルメン（2014年）

CD
- レベランス
- レベランス・ドゥ
- レベランス・トロワ
- 熊川哲也バレエ名曲セレクション
- 熊川哲也の「くるみ割り人形」

音声ガイド
- 魅惑のコスチューム：バレエ・リュス展（2014年6月18日 - 9月1日、国立新美術館）